# Alessia Leoni
Alessia Leoni är en brittisk skådespelerska. Hon kommer att spela rollen som Parvati Patil i den kommande TV-serien om Harry Potter.

## Filmografi
| År   | Titel        | Roll          | Noter            |
| ---- | ------------ | ------------- | ---------------- |
| 2027 | Harry Potter | Parvati Patil | Under utveckling |